# Protaetia tibialis
Protaetia tibialis är en skalbaggsart som beskrevs av Macleay 1863. Protaetia tibialis ingår i släktet Protaetia och familjen Cetoniidae. Inga underarter finns listade i Catalogue of Life.